# Mathewsia nivea
Mathewsia nivea är en korsblommig växtart som först beskrevs av Rodolfo Amando Philippi, och fick sitt nu gällande namn av Otto Eugen Schulz. Mathewsia nivea ingår i släktet Mathewsia och familjen korsblommiga växter. Inga underarter finns listade i Catalogue of Life.